# 록아일랜드 (일리노이주)

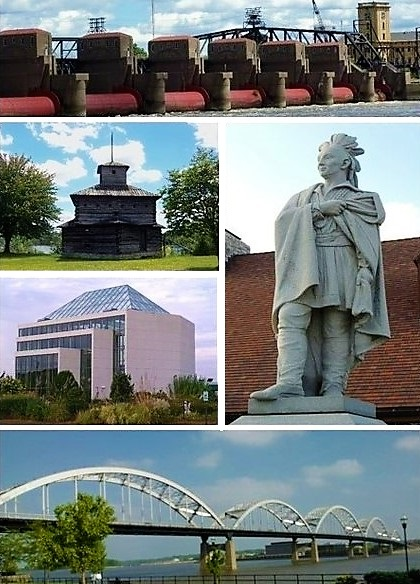

록아일랜드(Rock Island)는 미국 일리노이주 록아일랜드군의 군청 소재지이다. 이 도시의 명명에 영향을 준 원래의 록아일랜드는 현재 록아일랜드아스널로 불린다. 2010년 인구 조사 기준으로 이 지역의 인구 수는 39,018명이다. 미시시피강에 위치해 있다.

## 인구
| 인구조사              | 인구   | Note  | %±     |
| --------------------- | ------ | ----- | ------ |
| 1850년                | 1,711  |       | —      |
| 1860년                | 5,130  |       | 199.8% |
| 1870년                | 7,890  |       | 53.8%  |
| 1880년                | 11,659 |       | 47.8%  |
| 1890년                | 13,634 |       | 16.9%  |
| 1900년                | 19,493 |       | 43.0%  |
| 1910년                | 24,335 |       | 24.8%  |
| 1920년                | 35,177 |       | 44.6%  |
| 1930년                | 37,953 |       | 7.9%   |
| 1940년                | 42,775 |       | 12.7%  |
| 1950년                | 48,710 |       | 13.9%  |
| 1960년                | 51,863 |       | 6.5%   |
| 1970년                | 50,166 |       | −3.3%  |
| 1980년                | 46,821 |       | −6.7%  |
| 1990년                | 40,552 |       | −13.4% |
| 2000년                | 39,684 |       | −2.1%  |
| 2010년                | 39,018 |       | −1.7%  |
| 2019 (추산)           | 37,176 | [ 3 ] | −4.7%  |
| U.S. Decennial Census |        |       |        |